# تحصیل راولپندی
تحصیل راولپندی (به انگلیسی: Rawalpindi Tehsil) یک تحصیل در پاکستان است که در پنجاب واقع شده‌است.